# Nina Hagen
Nina Hagen, nemška pevka, igralka in pisateljica besedil pesmi, *11. marec 1955 kot Catharina Hagen,  Vzhodni Berlin.

## Življenje in delovanje
Nina Hagen se je rodila leta 1955 igralki Evi-Marii Hagen in scenaristu Hansu Olivi-Hagen v vzhodnem delu Berlina. Ninin očim je nemški kantavtor Wolf Biermann. 
V Nemški demokratični republiki (NDR) si je sprva želela postati igralka, vendar leta 1972 ni opravila sprejemnega izpita za igralsko šolo. Zatem je na Poljskem začela  s petjem pri nekaterih glasbenih skupinah in prek teh začela sodelovati s skupino Orchester Alfons Wonneberg. V letu 1974 je uspešno zaključila enoletno pevsko šolanje. Na enem izmed njenih koncertov jo je odkrila glasbena zasedba ''Automobil'' , ki se ji je Nina takoj priključila, kmalu zatem pa je ta glasbena zasedba postala njena spremljevalna skupina. Michael Heubach, igralec sintesajzerja, je zanjo napisal kultno pesem Du hast den Farbfilm vergessen. Že leta 1975 je zapustila Automobile in postala članica glasbene zasedbe ''Fritzens Dampferband''. Javno podporo solidarnosti izobčenemu kantavtorju in očimu Nine Hagen Wolfu Biermannu, ki je bil pregnan iz NDR, je Nina izkoristila za emigracijo na zahod. Nekaj časa je živela v Združenem kraljestvu in postala del tamkajšnje pank scene.
Po svoji vrnitvi v ZRN v letu 1977 je skupaj z glasbeniki iz Kreuzberga (Berlin), in  sicer bivšimi člani skupine ''Lokomotive Kreuzberg'' in Reinholdom Heilom, ustanovila Nina Hagen Band. Mednarodno priznan album Nina Hagen Band je izšel leta 1978. Kmalu zatem je prišlo do trenj znotraj skupine zaradi domnevnih nepredvidljivosti in egocentričnega ter muhastega vedenja ekscentrične pank pevke, zato so zaradi že podpisane pogodbe o izdaji drugega albuma pri založbi CBS, album posneli ločeno. Album z naslovom Unbehagen je izšel v letu 1979. V osemdesetih so ostali člani skupine brez Nine Hagen ustanovili skupino ''Spliff'' in uspešno delovali. V osemdesetih in devetdesetih letih je Nina opozarjala nase s svojim zanimanjem za duhovnost in religioznost, razvijanjem teorij o NLP-jih ter z udejstvovanjem na področju zaščite živali. Ti vplivi se kažejo tudi na mnogih ploščah in CD-jih, ki jih je posnela z najrazličnejšimi glasbeniki. 
V letu 1985 je nastopila na premieri festivala Rock in Rio oblečena kot pank-rock diva, pri čemer ji je stilsko svetoval modni oblikovalec  Jean-Paul Gaultier. Želela je delovati svetovljansko in na svojih ploščah pela delno v nemščini, delno v angleščini, se predlagala za predsednico države (Street, 1991), vendar nikakor ni našla zvrsti glasbe, ki bi ji ustrezala. Nov zagon je dobila, ko je posnela album Revolution Ballroom (1993) s producentom Philom Manzanerom. Nina Hagen je leta 1996 skupaj z  Wolfgangom Niedecknom iz nemške rock skupine ''BAP'' odpela pesem  Weihnachtsnaah, priredbo pesmi skupine ''The Pogues'' z naslovom Fairytale in Newyork, za njihov album Amerika. Leto kasneje pa je skupaj z nemškim hip-hop pevcem Thomasom D. izvajala pesem Solo, ki je kasneje izšla kot single. 
100. obletnica Bertolta Brechta 1998 jo je spodbudila, da se je vrnila nazaj v svoje rojstno mesto Berlin, kjer je skupaj z raznimi igralci in šansonjerko Meret Becker v sodobnem berlinskem gledališču Berliner Ensamble pripravila pank večer posvečen Brechtu Obema je ime Anna (nem. Wir heißen beide Anna) in dialogizirala s pesnikom. Kasneje, v letu 1999, je pela v vlogi Celie Peachum za dvojni album celotne Opere za tri groše skupaj z Maxom Rabbejem (Mackie Nož) in ansamblom Ensamble Modern pod vodstvom dirigenta HK Gruberja. Dirigent HK Gruber se je držal originalne partiture, ki pa je bila za Nino oktavo previsoka, zato je odpovedala koncert v živo, ki naj bi se odvijal v berlinski koncertni hiši (Berliner Konzerthaus) z izjavo: »Naj si mar odpojem glavo? Ne mislim si uničiti glasu.« Za nogometni klub FC Union Berlin je leta 1998 pripravila novo himno.   
Marca 2000 je Nina Hagen v gledališču Berliner Ensamble  bosonoga in obdana z dimom dišečih palčk pred oltarjem z darovi predstavila Indische Nacht (indijsko noč), ki je nastala pod vtisom njenega duhovnega popotovanja v Indijo. Nekaj pesmi iz Indijske noči je izšlo izključno na njeni spletni strani, njihov dobiček pa je bil delno namenjen Babaji Ashramu v Indiji, brazilskim otrokom ulice, pediatričnim bolnišnicam v Indiji in Černobilu ter podobnim.
Filmski producent Peter Sempel je posnel eksperimentalni dokumentarni film o Nini Hagen, ki prikazuje njeno življenje in ustvarjanje od leta 1994 do 1999. S sodelovanjem z različnimi glasbeniki, kot so Thomas D, nemška metal zasedba Oomph!  in finska čelo-metal skupina Apocalyptica, je Nina ponovno postala opazna. 
Odkar se je razšla z glasbeniki, ki so kasneje ustanovili skupino Spliff, je poleg snemanja številnih plošč in zgoščenk, sodelovala tudi pri raznih projektih. Glede na podatke arhiva Nine Hagen iz leta 2005, obstaja 206 vinilnih plošč, 180 CD-jev, 30 avdiokaset, 21 videokaset in 12 DVD-jev, na katerih so posnetki pevke. Prva znana plošča je single Eine Violine bin ich nicht, pri katerem je sodelovala kot gostja in je izšel v okviru skupine Fritzens Dampferband (NDR, 1972).
V letu 2001 je sodelovala pri nastanku CD-ja za projekt Rilke z naslovom Bis an alle Sterne tako, da je brala dve izmed njegovih pesmi. Decembra naslednje leto je pisatelj Marcel Feige v sodelovanju z njo izdal biografijo z naslovom Nina Hagen. That`s why the lady is a punk. Knjiga je leta 2003 dobila knjižno nagrado Corine.  
Nina Hagen je leta 2005 kot gostja s Frankom Zandersom odpela priredbo Liebeskummer lohnt sich nicht, ki je izšla na njegovem albumu Rabenschwarz II.
V letih 2006 in 2007 je bila Nina članica žirije na avdiciji Popstars, kjer je pripomogla k nastanku glasbenih skupin Monrose in Room2012.  V tem času je začela sodelovati tudi z orkestrom Capital Dance Orchestra, s katerim je posnela album Irgendwo auf der Welt. Na njem so preoblikovane pesmi filmskih uspešnic z bigbandovskim zvenom. Z zasedbo Capital Dance Orchestra se je leta 2006 v nemškogovorečem  prostoru podala tudi na turnejo.
Marca 2008 je Nina Hagen priredila oddajo na temo mediji, ki je bila objavljena na spletu pod naslovom Nina Hagen unzensiert (Nina Hagen necenzurirano). Oddaja je bila namenjena kritiki medijev, ki po njenem mnenju o aktualnih dogodkih v politiki in gospodarstvu ne poročajo v skladu z ustavnimi zakoni. 
Na evropskem humanitarnem dogodku Life Ball je 17. maja 2008 predstavila pesem Kinky Melody, ki je med drugim izšel tudi na CD-ju modne znamke ženskega spodnjega perila Agent Provocateur. 
Kontroverznosti
V avstrijski večerni diskusijski oddaji Club 2 iz 9. avgusta 1979 na temo kultura mladih, je Nina dvignila mnogo prahu, ko je med oddajo oblečena nakazovala različne položaje ženske masturbacije. Voditelj oddaje je moral odstopiti.
V pogovorni oddaji Menschen bei Maischberger (Ljudje pri Maischbergerjevi) 6. septembra 2005 je gostovala poleg soustanoviteljice stranke Zelenih Jutte Ditfurth tudi Nina Hagen, kot volilna privrženka Zelenih. Jutta Ditfurth je izrekla kritiko na račun ezoterične usmerjenosti Nine Hagen, ta pa ji je odgovorila:«Grozno se mi zdi, kaj ta debela ženska počne z mano. Jutta Ditfurth je neumna krava, nikoli več ne bom govorila z njo v javnosti.« V isti oddaji je 30. oktobra 2007 na temo »NLP-ji, angeli in nezemljani ─ mar nismo sami?«, ki je potekala v živo, s svojim vedenjem zbujala pozornost s tem, da je sočustvovala z ljudmi, ki so jih ugrabili Nezemljani in govorila o satanističnemu vplivu na svet. Obenem je z žaljivkami in pačenjem žalila fizika in znanstvenega novinarja Joachima Bulblatha, ki dvomi o obstoju Nezemljanov in v verodostojnost ezoterike. Vmes je oddajo zapustila.
Avgusta 2009 se je v Schüttorfu v Nemčiji dala evangeličansko krstiti. 
Zasebno življenje
1981 se ji je rodila hčerka Cosma Shiva, njen oče je pokojni nizozemski kitarist Ferdinand Karmelk.
Njena prva poroka je bila v stilu panka na Ibizi v letu 1987. Poročila se je s takrat 17-letnim glasbenikom »Iroquoisom«, njun zakon pa je trajal komaj en teden.
V letu 1989 se je začelo njeno razmerje s francozom Frankom Chevallierom, iz katerega izhaja sin Otis Chevallier-Hagen.
Ponovno se je poročila leta 1996 s petnajst let mlajšim Davidom Lynnom, s katerim sta se razšla v letu 2000.
Tretjič se je poročila leta 2004 z dvaindvajset let mlajšim danskim pevcem Lucasom Alexandrom Breinholmom. Ločila sta se v letu 2005.   
Trenutno je njen življenjski sopotnik 27-letni fizioterapevt iz Kanade po imenu River.

## Diskografija

### Albumi
- 1974: Du hast den Farbfilm vergessen
- 1978: Nina Hagen Band
- 1979: Unbehagen
- 1982: Nunsexmonkrock
- 1983: Angstlos
- 1984: Fearless
- 1985: In Ekstasy
- 1985: In Ekstase
- 1987: X Love
- 1988: Nina Hagen
- 1991: Street
- 1993: Revolution Ballroom
- 1995: Freud Euch
- 1996: Beehappy
- 1997: Bahnhof Carbonara – Best (1978–84)
- 1999: Om Namah Shivay (Indisches Album)
- 2000: Return of the Mother
- 2001: Sternenmädchen (Compilation)
- 2002: Live in Krefeld
- 2002: Om Namah Shivay/1008 Indian Nights Live
- 2003: Nina Hagen Big Band Explosion
- 2006: Irgendwo auf der Welt

### Singli
- 1982: Smack Jack
- 1991: Ein Herz kann man nicht reparieren (feat. Udo Lindenberg)
- 1991: In My World
- 1998: Solo (Thomas D in Nina Hagen)
- 2000: Der Wind hat mir ein Lied erzählt
- 2001: Total Eclipse/Die schwarze Witwe (AnNa R. , Marc Almond in Nina Hagen)
- 2003: Seemann (Apocalyptica feat. Nina Hagen)
- 2004: Immer lauter

## Nagrade in priznanja
- Nemška glasbena nagrada Eins Live Krone za življenjsko delo, 26. Oktober 2004, Köln
- Nemška nagrada časopisa Boulevard za kulturo Berliner Bär, 2004, Berlin

1. ↑  Record #11854473X // Gemeinsame Normdatei — 2012—2016.
2. ↑  filmportal.de — 2005.